# Стрельское
Озеро Стрельское (укр. Озеро Стрільське) — гидрологический заказник общегосударственного значения на Украине. Расположено в Сарненском районе Ровненской области, между селами Стрельск и Глушицкое.
Площадь 15 га. Образован в 1975 году (в начале как гидрологический памятник природы). Находится в ведении Сарненского лесхоза.
Живописное озеро овальной формы и глубиной до 8 метров охраняется. Вокруг озера — ольховый и сосновый лес, а также группируется осока ситичкодибная. По периметру озера сформировались пояса высшей водной растительности в ширину 6—8 метров. Среды видов преобладают лепешняк большой, ирис ложноаировый, тростник обыкновенный, рогоз узколистый и рогоз широколистный, хвощ приречный. Встречается кувшинка снежно-белая, занесенная в Красную книгу Украины.
Богатая орнитофауна и ихтиофауна.